# Erik Aaes
Erik Aage Aaes (Nordby, 27 aprile 1899 – Nordby, 19 marzo 1966) è stato uno scenografo danese.

## Biografia
Ha collaborato con Carl Theodor Dreyer, in Dies irae e in Ordet. Dal 1929 ha lavorato esclusivamente in Danimarca ed è considerato uno dei migliori scenografi del cinema.
È morto il 19 marzo 1966 all'età di 66 anni.

## Filmografia parziale
- Il fu Mattia Pascal (Feu Mathias Pascal), regia di Marcel L'Herbier (1926)
- En rade, regia di Alberto Cavalcanti (1927)
- La piccola fiammiferaia (La petite marchande d'allumettes), regia di Jean Renoir (1928)
- Tire-au-flanc, regia di Jean Renoir (1928)
- Yvette, regia di Alberto Cavalcanti (1928)
- Dies irae (Vredens dag), regia di Carl Theodor Dreyer (1943)
- Ta' Pelle med, regia di Jon Iversen (1952)
- Ordet - La parola (Ordet), regia di Carl Theodor Dreyer (1955)
- Der Mann, der nicht nein sagen konnte, regia di Kurt Früh (1958)
- La maschera che uccide (Der Frosch mit der Maske), regia di Harald Reinl (1959)
- Il cerchio rosso (Der rote Kreis), regia di Jürgen Roland (1960)
- Herr Puntila und sein Knecht Matti, regia di Alberto Cavalcanti (1960)
- La banda del terrore (Die Bande des Schreckens), regia di Harald Reinl (1960)
- Harry og kammertjeneren, regia di Bent Christensen (1961)
- Io una donna (Jeg - en kvinde), regia di Mac Ahlberg (1965)
- Fame (Sult), regia di Henning Carlsen (1966)